# Iratiko erreka
Pour les articles homonymes, voir Irati.
Iratiko erreka, ou rivière Iraty, est un affluent droit de l'Aragon à Sangüesa en Navarre. Il naît dans la forêt d'Iraty, puis alimente trois lacs situés à plus de 1 000 m, et la retenue d'eau d'Itoiz, avant de rejoindre l'Aragon.

## Toponymie
Son nom est compris comme iradi→irati (fougeraie) par les bascophones mais cette étymologie est problématique[pourquoi ?] ; il s'agit plus vraisemblablement d'un vieil hydronyme[réf. nécessaire].

## Géographie

### Parcours
La rivière naît de la confluence des rivières Urtxuria et Urbeltza (respectivement eau blanche et eau noire en basque) dans la forêt d'Iraty. 
Venant du nord, il a un affluent français, l'Iratiko erreka. Puis l'Irati est retenu un peu avant Irabia, par une mare d'eau dans le cœur de la forêt, le lac d'Irabia, construit en 1921 avec venant du nord, un affluent le rio Urrio.
Après avoir traversé Aezkoa et Oroz-Betelu offrant des paysages de grande beauté, les eaux de l'Irati sont retenues à nouveau dans le marais d'Itoiz, recevant déjà les apports de l'Urrobi et de l'Erro. Ensuite affluent l'Areta et le Salazar pour entrer immédiatement dans les gorges impressionnantes de la Foz de Lumbier. 

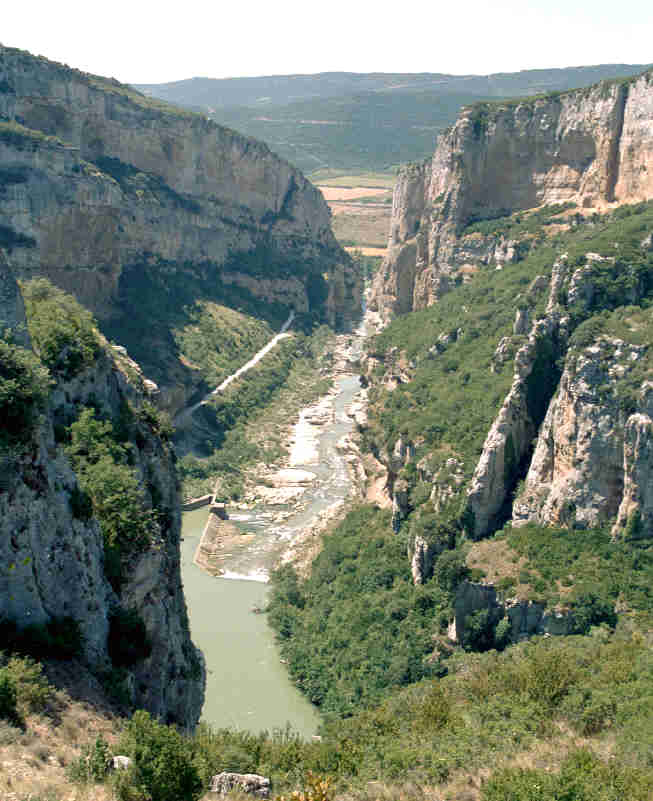
les gorges impressionnantes de la Foz de Lumbier.

Finalement, après 88 km, son parcours se termine dans l'Aragon. Avec l'Arga, ce sont les rivières principales à fort débit de Navarre.

### Communes traversées
- Espagne :

## Utilisation
La richesse et la bonne conservation de ses eaux, avec la végétation de son rivage et de sa population piscicole font que cette rivière ait de nombreux adeptes de pêche sportive, bien qu'elle soit déclarée par la réglementation européenne comme L.I.C. (Lieu d'Intérêt Communautaire).
Elle est, probablement, la rivière la plus utilisée pour l'utilisation hydro-électrique, particulièrement à partir de l'inauguration de l'entreprise Irati S.A (1911), qui a pris son nom pour baptiser aussi le train électrique qui unissait Pampelune avec Sangüesa. À cette époque on a construit le barrage d'Irabia, agrandi à plus de cinq occasions dans le but de garantir le débit pour le transport du bois vers la scierie d'Ekai.
Le long du cours de l'Irati on peut encore trouver une grande abondance de tubes, sauts, tuyauteries, canaux et centrales qui parlent de la qualité de ces constructions.